# 바르베리노디무젤로
바르베리노디무젤로(이탈리아어: Barberino di Mugello)는 이탈리아 토스카나주 피렌체현에 있는 코무네다. 피렌체로부터 북쪽 25km 거리에 있다.

## 자매 도시
- 이탈리아 라우렌차나